# Phoradendron concinnum
Phoradendron concinnum är en sandelträdsväxtart som beskrevs av Kuijt. Phoradendron concinnum ingår i släktet Phoradendron och familjen sandelträdsväxter. Inga underarter finns listade i Catalogue of Life.